# Amelie Lux
Amelie Lux, född den 5 april 1977 i Oldenburg, är en tysk seglare.
Hon tog OS-silver i mistral i samband med de olympiska seglingstävlingarna 2000 i Sydney.